# Caoimhín Ó Raghallaigh
Caoimhín Ó Raghallaigh est un musicien irlandais, joueur de fiddle né à Dublin en 1979. Il est connu pour avoir développé un jeu au fiddle utilisant beaucoup les doubles cordes comme un bourdon, donnant un timbre rappelant le son du uilleann pipes.

## Biographie
Né le 28 août 1979 à Dublin, Caoimhín Ó Raghallaigh s'est influencé du style du Sliabh Luachra (région du Munster et des sonorités du uilleann pipes, développant une technique rappelant le bourdon d'une cornemuse par l'utilisation systématique des doubles cordes. Pendant plusieurs étés, il a travaillé aux Archives de musique traditionnelle irlandaise à Dublin, et découvrant d'anciens enregistrements, il a ainsi développé son répertoire et son style. En 2003, il enregistre l'album Kittie Lie Over avec Mick O'Brien au uilleann pipes. Le CD est nommé meilleur album traditionnel de l'année par Earle Hitchner du Irish Echo.
Il se produit régulièrement en compagnie de l'accordéoniste Brendan Begley, originaire du comté de Kerry et a collaboré plusieurs fois avec le chanteur Iarla Ó Lionáird. Il a également fait des concerts avec le groupe islandais Amiina, Sam Amidon et The Waterboys entre autres. Il est membre de deux groupes de musique contemporaine traditionnelle :
- The Gloaming, avec Martin Hayes, Iarla Ó Lionáird, Dennis Cahill et Thomas Bartlett
- This Is How We Fly, avec Petter Berndalen, Nic Gareiss et Seán Mac Erlaine.

Travaillant aussi dans le milieu du théâtre, il a été commissionné par l'Abbey Theatre, pour composer la musique, et collabore régulièrement avec la troupe des Gare St Lazare Ireland.

## Instruments
Caoimhín Ó Raghallaigh joue également sur classique, sur un violon Hardanger et sur un instrument inspiré du violon d'amour réalisé par le luthier norvégien Salve Hakedal : un violon à cinq cordes traditionnelles plus cinq cordes raisonnant par sympathie. Ó Raghallaigh s'accorde généralement en scordatura, accordage fréquent dans les traditions norvégienne et américaine (exemple avec la musique cajun : fa-do-sol-ré au lieu de sol-ré-la-mi) et utilise des archets baroques et classiques (du milieu du XVIIIe siècle) réalisés par Michel Jamonneau. Il joue aussi sur un alto Pellegrina Pomposa du luthier américain David Rivinus, un violon très asymétrique à 5 cordes (description en anglais). Enfin, il joue également du tin whistle, de la flûte traversière irlandaise (qu'il a appris avec Michael Tubridy des groupes les Chieftains et Ceoltóirí Chualann) et du uilleann pipes.

## Discographie
- 1999 : Turas go Tír na nÓg
- 2003 : Kitty Lie Over, avec Mick O'Brien
- 2007 : Where the One-Eyed Man is King
- 2010 : Comb Your Hair and Curl It, avec Mícheál Ó Raghallaigh et Catherine McEvoy
- 2010 : Triúr sa Draighean, avec Peadar Ó Riada et Martin Hayes
- 2010 : A Moment of Madness avec Brendan Begley
- 2011 : Deadly Buzz, avec Mick O'Brien
- 2012 : Triúr Arís avec Peadar Ó Riada et Martin Hayes
- 2013 : Triúr Omós, avec Peadar Ó Riada et Martin Hayes
- 2013 : This is How we Fly, avec Sean Mac Erlaine, Nic Gareiss et Petter Berndalen
- 2014 : The Gloaming, avec Iarla Ó Lionáird, Martin Hayes, Dennis Cahill et Thomas Bartlett, (Brassland Records) et (Realworld Records)
- 2014 : Music for an Elliptical Orbit, (Diatribe Records)
- 2014 : Laghdú, avec Dan Trueman, (IrishMusic.net Records)